# Base aérienne de Saint-Simon - Clastres
L'aérodrome de Saint-Simon - Clastres est un ancien aérodrome situé à Clastres dans l'Aisne. 